# Kristian Wigenin
Kristian Wigenin, bułg. Кристиан Вигенин (ur. 12 czerwca 1975 w Sofii) – bułgarski działacz partyjny i młodzieżowy, poseł do Parlamentu Europejskiego, deputowany krajowy, od 2013 do 2014 minister spraw zagranicznych.

## Życiorys
W 1993 ukończył szkołę średnią z wykładowym językiem niemieckim. Pięć lat później uzyskał dyplom magistra stosunków międzynarodowych i makroekonomii na Uniwersytecie Gospodarki Narodowej i Światowej w Sofii (1998). Uczestniczył w jednym z programów organizowanych przez John F. Kennedy School of Government na Harvard University (2001). Odbył staż w Parlamencie Europejskim.
Podczas studiów został wybrany na radnego jednej z dzielnic Sofii (mandat wykonywał w latach 1995–1999). Po ukończeniu nauki w 1998 pracował jako ekspert w departamencie integracji europejskiej oraz w agencji ceł Ministerstwa Finansów (1999–2001). Zaangażowany w działalność partyjną był również ekspertem politycznym wydziału spraw zagranicznych i stosunków międzynarodowych Bułgarskiej Partii Socjalistycznej (2001–2002), a później jego kierownikiem (od 2002). Od 1994 do 2000 był członkiem biura wykonawczego Bułgarskiej Partii Socjalistycznej, sekretarzem i zastępcą przewodniczącego partyjnej organizacji młodzieżowej. W 2000 został członkiem rady naczelnej BSP, a rok później jej sekretarzem oraz członkiem biura wykonawczego. W 2006 został prezesem zarządu klubu szachowego CSKA.
W czerwcu 2005 uzyskał mandat posła do Zgromadzenia Narodowego Bułgarii 40. kadencji z listy Koalicji dla Bułgarii. Był członkiem komisji spraw zagranicznych oraz integracji europejskiej oraz sekretarzem klubu parlamentarnego Koalicji dla Bułgarii ds. międzynarodowych. Od września 2005 do grudnia 2006 zasiadał jako obserwator w Parlamencie Europejskim. 1 stycznia 2007 został deputowanym, a w maju tego samego roku utrzymał tę funkcję w wyborach powszechnych. W 2009 z powodzeniem zawalczył o reelekcję.
29 maja 2013 został ministrem spraw zagranicznych w rządzie Płamena Oreszarskiego, zakończył urzędowanie 6 sierpnia 2014 wraz z całym gabinetem. W tym samym roku został wybrany do Zgromadzenia Narodowego 43. kadencji. W wyborach w marcu 2017, kwietniu 2021, lipcu 2021, listopadzie 2021, październiku 2022 i kwietniu 2023 z powodzeniem ubiegał się o reelekcję na 44., 45., 46., 47., 48. i 49. kadencję.
W wyborach w czerwcu 2024 uzyskał mandat posła 50. kadencji oraz mandat deputowanego do Parlamentu Europejskiego, decydując się przyjąć drugi z nich i zrezygnować z zasiadania w krajowym parlamencie.